# Klavže
Klavže este o localitate din comuna Tolmin, Slovenia, cu o populație de 76 de locuitori.